# عمر النجاری
عمر النجاری (انگلیسی: Omar Nejjary؛ زادهٔ ۲۷ ژوئن ۱۹۷۲) بازیکن فوتبال اهل مراکش بود.
از باشگاه‌هایی که در آن بازی کرده‌است می‌توان به باشگاه فوتبال الرجا اشاره کرد.
وی همچنین در تیم ملی فوتبال مراکش بازی کرده‌است.